# Зыхович, Збигнев
Збигнев Станислав Зыхович (пол. Zbigniew Stanisław Zychowicz; 29 апреля 1953 года, Мястко, ПНР — 6 января 2016 года, Щецин, Польша) — польский политик и деятель местного самоуправления, в 1998—2000 годах маршалек Западно-Поморского воеводства, сенатор IV и V каденций в 2000—2005 годах.

## Биография
В 1978 году закончил учёбу по специальности «экономика сельского хозяйства» в Щецинской сельскохозяйственной академии. Также закончил после-дипломное обучение по специальности «социология деревни и сельского хозяйства» в Главной сельскохозяйственной школе. Стажировку проходил в Гейдельбергском и Варшавском университетах. По окончании учёбы работал в Щецинской сельскохозяйственной академии, сначала как ассистент, а после защиты в 1982 году в Силезском университете доктората, стал адъюнктом отделения политологии. Руководил кафедрой социологии деревни и сельского хозяйства, также был адъюнктом кафедры хозяйственного управления и рынка. Опубликовал около 100 научных работ, в том числе и на немецком и английском языках.
В 1994—1998 годах был председателем сеймика самоуправления Щецинского воеводства, а также членом местного совета Щецина. С 6 ноября 1998 до 26 января 2000 года маршалек Западно-Поморского воеводства и депутат сеймика. Также входил в состав правления Еврорегиона Померания. С июля по декабрь 1999 года глава объединения маршалков польских воеводств. Также был главным редактором периодического издания «Обзор Самоуправления» (Przegląd Samorządowy). В марте 2000 года назначен советником президента Польши по вопросам местного самоуправления. В 1997 стал председателем правления Института регионального развития в Щецине.
Был членом Польской объединённой рабочей партии, Социал-демократии Республики Польша, Союза демократических левых сил.
25 июня 2000 года в первый раз стал сенатором Польши. Получил мандат на дополнительных выборах после возврата мандата Мариана Юрчика. В 2001 году был избран в сенат по списку СДЛС в щецинском округе. В сенате был главой комиссии по территориальному самоуправлению и государственной администрации. В 2005 году неудачно баллотировался на выборах в сенат.
Был женат на Мажене. Имел четверо детей — Петра, Монику и близнецов Павла и Марию. Награждён почётным знаком заслуг территориального самоуправления (2015).
Скончался 6 января 2016 года. 12 января был похоронен на Центральном щецинском кладбище.